# Iuri Dvijon
Iuri Dvijon, nascut com a Iuri Dvijona, també conegut simplement pel seu cognom Dvijon (Ternòpil, 31 de gener de 1993) és un director de cinema, creador de videoclips musicals i activista LGBT ucraïnès.

## Vida i obra
Nascut a Ternòpil. Quan va complir els 17 anys, es va traslladar a la ciutat de Kíiv amb el seu germà bessó i va començar a estudiar direcció de cinema i televisió a la Universitat Nacional de Cultura i Arts de Kíiv. Ja amb 18 anys, Dvijon va començar a treballar a la televisió com a ajudant de direcció en el projecte Moia pravda («La meva veritat»), a la cadena ucraïnesa STB. Més tard, treballà també en els projectes Kholostiak, Kokhana, mi vbivayemo ditei, Vid patsankii do panyanki, Holos krayini i Polovinki. A més de la televisió, també va ha estat assistent de creació de nombrosos videoclips a Kíiv.
És activista pels drets LGBT. El 17 de maig de 2019, en el Dia Internacional contra l'Homofòbia, la Transfòbia i la Bifòbia, KyivPride juntament amb el moviment van llançar una campanya informativa anomenada Boritesya — poborete! («Lluita — guanya!»). L'objectiu del projecte era cridar l'atenció sobre el problema de la discriminació contra les persones LGBT a Ucraïna. El 19 de juny, va dirigir i produir el documental Ne khovai otxey-2 Nashi v SSHA, sobre el destí dels emigrants LGBT ucraïnesos.
En aquest mateix àmbit social, el 10 de desembre de 2019, Dvijon va rebre el premi «Top 30 under 30» de la publicació ucraïnesa en anglès Kyiv Post per la seva contribució al desenvolupament de la societat ucraïnesa.

## Vida privada
Dvijon s'ha declarat gai de manera oberta. El noi va sortir de l'armari als 18 anys, amb el seu germà. La seva sortida pública va ser el 2018 amb el llançament del vídeo de la cançó d'Irina Bilyk Ne khovay otxey.

## Videografia
| Curs | Nom             | Intèrpret                        |       |
| ---- | --------------- | -------------------------------- | ----- |
| 2016 | Aura            | Aleks Zakharchuk                 |       |
| 2016 | Volshebnyki     | Irina Bilyk                      |       |
| 2017 | Zakokhavsya     | Roman Skorpion                   |       |
| 2017 | Mejdu Namy      | Merlich                          |       |
| 2017 | Nepravylʹno     | Artem Katxer                     |       |
| 2017 | Vikradu         | Pavlo Zibrov                     |       |
| 2017 | Chikabella      | Amador López & «Rumbero's        |       |
| 2017 | Lzhyvy          | Lyubochka                        |       |
| 2017 | Ne hovory       | Elton                            |       |
| 2018 | Ne pitay        | Irina Bilyk                      |       |
| 2018 | Mi Musica       | Rumbero's                        |       |
| 2018 | Ne khovay otxey | Irina Bilyk                      | [ 6 ] |
| 2018 | Poblije         | Lyubochka                        |       |
| 2018 | Zanovo          | Buyanova                         |       |
| 2018 | Y vsë khoroixo  | RULADA                           |       |
| 2018 | Naix Xas        | ERUMIN                           |       |
| 2018 | Same toy        | Anastasiia Prikhodko             |       |
| 2018 | Postil          | Jerry Heil                       |       |
| 2018 | Txomu           | Anna-Mariya                      |       |
| 2019 | Pro vesnu       | Khristina Soloví                 |       |
| 2019 | My Road         | Anna-Mariya                      |       |
| 2019 | Tsiluy Mene     | Shy & Pianoboy                   |       |
| 2019 | Ty movtxish     | Shy                              |       |
| 2019 | Yanholy plachut | Olia Tsibulska                   |       |
| 2019 | Povernys        | Shy                              |       |
| 2019 | P.M.S.          | Lauta                            |       |
| 2020 | Zyma            | Oleg Skripka ta Khristina Soloví |       |
| 2020 | Tvoi slova      | Shy                              |       |
| 2020 | Kryla           | Tarabarova                       |       |

## Filmografia

### Documentals
| Curs | Nom                            | Notes           |       |
| ---- | ------------------------------ | --------------- | ----- |
| 2018 | Ne khovai ochey                |                 |       |
| 2019 | Ne khovai ochey-2 Nashi v SSHA | També productor | [ 4 ] |